# Власти (ангельский чин)

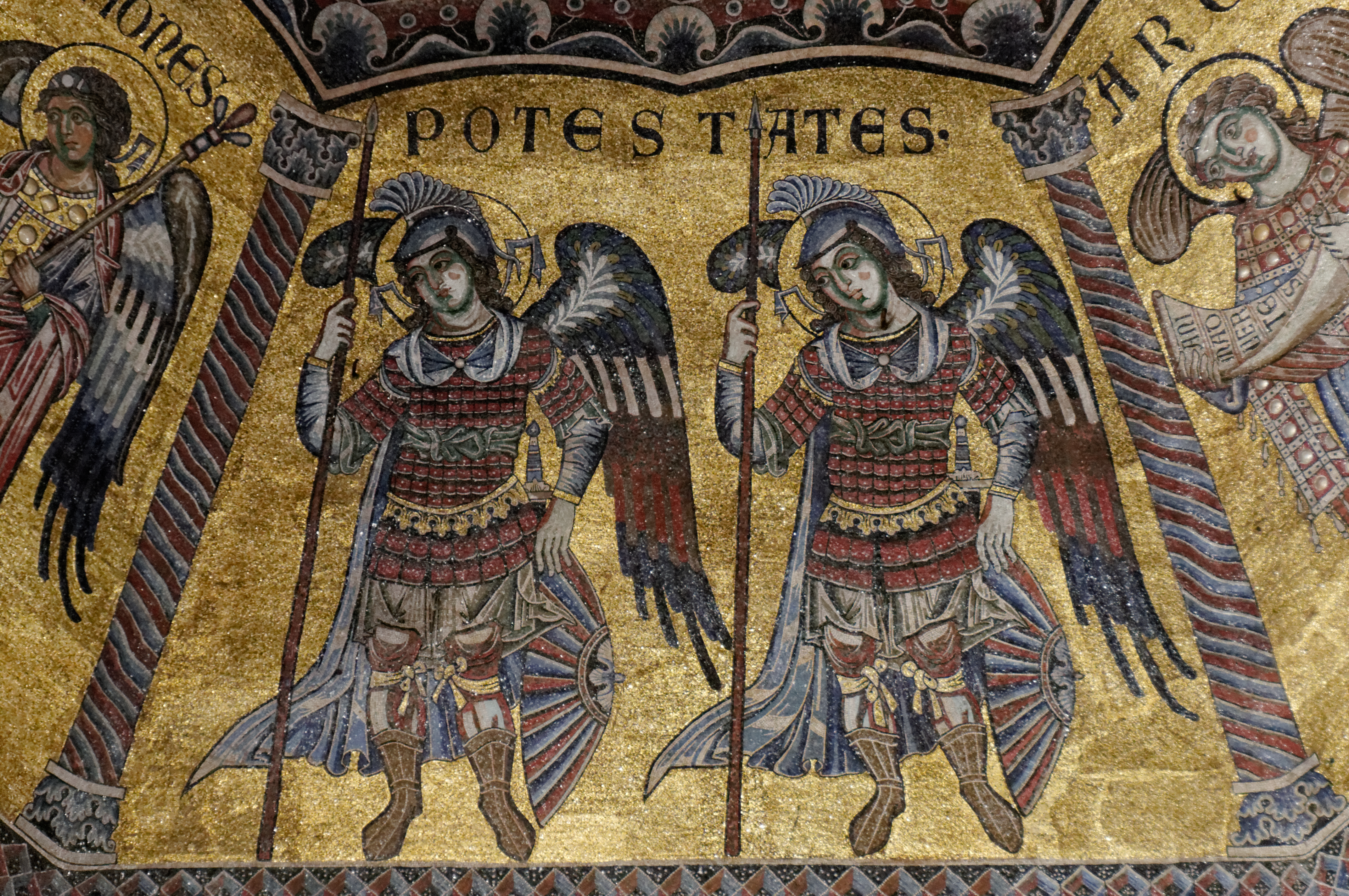
Ангелы-власти; мозаика XIII века, Флорентийский баптистерий.

Вла́сти (др.-греч. εξουσίες, лат. potestates, всегда мн. ч.) — ангельский чин. В ангельской иерархии принадлежит второй триаде (второй лик, уровень), куда также входят Господства и Силы.

## Власти в ангелологии

### Межзаветная литература
Среди ангельских чинов, упоминаемых в ветхозаветных книгах, лика Властей нет. Эта категория появляется в межзаветной, апокрифической литературе. Здесь можно указать книгу Еноха, где в главе 10, стих 34, Власти перечисляются в ряду с другими ангельскими чинами:

...всё воинство небесное и все святые, которые вверху, и воинство Божие, — херувимы и серафимы, и офанимы, и все ангелы власти, и все ангелы господства, и Избранный, и другие силы, которые на тверди и над водою...— Енох, глава 10, стих 34
Игнатий Богоносец, муж апостольский (†107) в своём Послании к Траллийцам писал:

Ужели я не могу написать вам о небесном? Но опасаюсь,... чтобы вы, не будучи в состоянии вместить, не отяготились... ибо и я, хотя нахожусь в узах, и могу понимать небесное, и степени Ангелов, и чины Начальств, но...
— Игнатий Богоносец. Послание к траллийцам.
В более длинной версии этого послания сообщается:

и могу понимать небесное, ангельскую иерархию, и разные виды ангелов и воинств, различия между Властями (англ. powers) и Господствами, различия между Престолами и Властями (англ. authorities), могущество Эонов и превосходство херувимов и серафимов, возвышенность духа, Царства Божия, и, прежде всего, несравненное величие Господа Всемогущего...

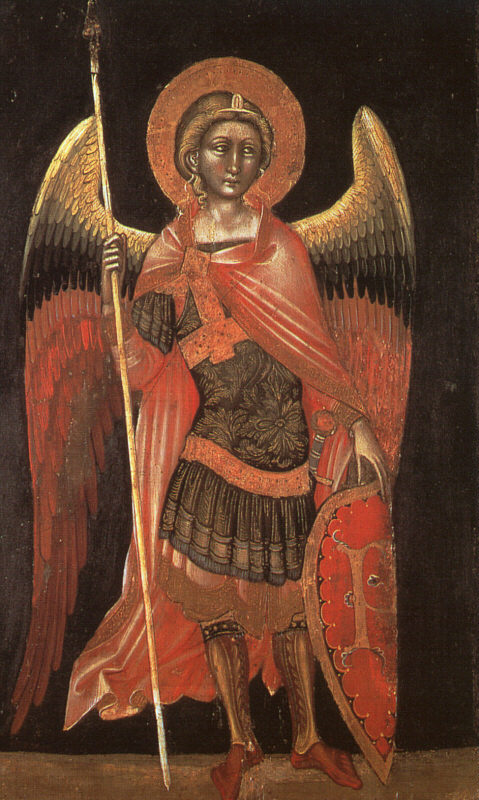
Ангел кисти итальянца Гуариенто ди Арпо; 1354; Муниципальный музей Эремитов (Падуя) (Musei civici agli Eremitani)

Epistle of Ignatius to the Trallians
and am able to understand heavenly things, the angelic orders, and the different sorts of angels and hosts, the distinctions between powers and dominions, and the diversities between thrones and authorities, the mightiness of the Æons, and the pre-eminence of the cherubim and seraphim, the sublimity of the spirit, the kingdom of the Lord, and above all, the incomparable majesty of Almighty God—though I am acquainted with these things.

### Новый Завет
В Новом Завете чин Властей упоминается в посланиях апостола Павла к Колоссянам и к Ефесянам:
- «престолы ли, господства ли, начальства ли, власти ли…» (Кол. 1:16)
- «превыше всякого Начальства, и Власти, и Силы, и Господства» (Еф. 1:21)

Порядок перечисления чинов здесь различен. Впоследствии и «Ареопагитики» — первый из трудов, который дал наиболее развитую форму учения о девятичинной ангельской иерархии — вопрос об относительном старшинстве ангельских чинов потребовал дополнительных уточнений.
В «Ареопагитиках» Власти принадлежат второй триаде (второму лику, уровню). Здесь в главе 5 автор упоминает Власти в перечислении, которое идёт снизу вверх: «выше оного поставляют чины Архангелов, Начала, Власти, Силы». Этот перечень охватывает элементы двух соседних триад с тем, чтобы проиллюстрировать пример «возрастания последовательности». К этой задаче Дионисий возвращается в главе 11, § 1, где вновь повторяет эти же элементы в том же порядке:

Ангелы, и ещё прежде Ангелов Архангелы, Начальства и Власти помещаются в Богословии после Сил.

Вместе с тем, в двух других разделах, где требуется назвать полный состав триады, порядок перечисления её элементов неодинаков:
- глава 6, § 2: «Вторая степень содержит в себе Власти, Господства и Силы»
- глава 9, § 2: «вторая, которую составляют святые Господства, Силы и Власти»[3].

Это несоответствие потребовало от богословов дополнительных уточнений, которые впоследствии были изложены в Схолиях (комментариях) к «Ареопагитикам».
По «Ареопагитикам», вся вторая (средняя) триада носит общее название Божественных Умов. При её описании Дионисий  в главе 8, § 1 предваряет каждое имя чина прилагательным «святой», лишний раз подчёркивая, что речь идёт об особых, святых Властях господствах и силах. 

Наконец наименование святых Властей — знаменует равный Божественным Господствам и Силам, стройный и способный к принятию Божественных озарений чин, и устройство премирного духовного владычества; — не употребляющее самовластно во зло дарованные владычественные силы, но свободно и благочинно к Божественному как само восходящее, так и других свято к Нему приводящее, и, сколько возможно, уподобляющееся Источнику и Подателю всякой власти, и изображающее Его, сколько возможно для Ангелов, в совершенно-истинном употреблении своей владычественной силы.

### Современные трактовки функций
В русском языке элементы понятийного ряда «господство» — «сила» — «власть» настолько тесно переплетаются между собой, что иногда воспринимаются едва ли не синонимически, замещая друг друга. Особое значение «Властей» как отдельного ангельского чина выясняется в совместных его определениях наряду с другими элементами этой триады. «Православная энциклопедия» даёт в этой связи следующий комментарий:

Господства всегда устремлены к «Господу господствующих»; они постоянны в своей свободе и не подвержены никаким тираническим влечениям. Наименование ангелов силами означает сообщённое им непреоборимое мужество, которое отражается на всех их богоподобных действиях. Силы — носители образа Всесильного Бога, и им свойственно сообщать Божественную силу нижестоящим существам. Власти посредством полученного ими могущества устрояют премирное духовное владычество и символически являют своим служением природу подлинной власти, которая выражается не в господстве, а в любви.— Православная энциклопедия
Та же триада категорий на английском языке выражается терминами англ. Dominions (Господства) — англ. Virtues (Силы) — англ. Powers (Власти). В упрощённом изложении одного из центральных католических интернет-ресурсов функции, совместно выполняемые ангелами этой триады, комментируются несколько иначе:

Господства — ангелы лидерства. Они управляют ангелами в исполнении ими своих обязанностей, доводя до них команды Бога. Силы — духи движения; и они контролируют (его) элементы... Они управляют природой. Они обладают контролем над временами года, звёздами, луной; даже солнце подвластно их командам. Они также ответственны за чудеса, и даруют смелость, милость и достоинство. Власти — это ангелы-воины, защищающие ото зла космос и людей. Их ещё называют лат. potentates. Они борются со злыми духами, тщащимися посеять хаос между людьми.— www.catholic.org